# 内海彰乃
内海 彰乃（うつみ あきのり、1975年4月11日- ）は、兵庫県神戸市出身のドリフトドライバー。血液型はB型。コーナーにおける高速の飛び込みと進入角度で「関西（神戸）の暴れん坊」の異名を持つ。愛称はうっちー。

## 略歴
ドリフトを始めるまではグリップ走行をしていたが、その過程でテールスライドを覚えてドリフトの楽しさを知った。D1グランプリに参戦する前は神戸で有名な走り屋チーム「NIGHT ZONE」で活動しており、第61回いかす走り屋チーム天国（関西大会）個人・団体優勝や、CARBOYドリコンGP全国大会優勝などの戦績を残している。
D1グランプリには初年度の2001年から参戦。当初はC-WESTのサポートを受け「TEAM DRFT」として、2001年はS15シルビア、2002年・2003年はワンビアで参戦。タイヤはヨコハマを使用した。ワンビアからFD3S RX-7に乗り換えた2004年は成長株と目されていたが、RX-7に乗りなれていないことと、コーナーに進入した後の抑えが苦手だったことで低迷。第5戦お台場では追走準決勝まで進出したものの、日米オールスター戦では1回戦落ちし、最終的なシリーズランキングは15位となった。2005年は7戦中4戦で予選通過したもののいずれも単走1回戦で敗退しノーポイント。2006年は予選通過を一度も果たせず、2年連続のノーポイントに終わった。
しかし、不動産店のベネロップ、および自動車カスタムパーツメーカーのSEIKEN（NKB）のサポートを受けてNKBカラーのワンビアにて参戦した2007年は、第4戦のSUGOにて7位入賞を果たし、更に第5戦のエビス南では黒井敦史・熊久保信重・小師賢作といったライバル勢を倒し、決勝戦でも野村謙との激しいサドンデスの末に準優勝を勝ち取り復活をアピール。シリーズランキングは12位となった。
2008年・2009年は「FREAK・INSIDE」としてワンビアで参戦。
2010年は、バイク大手部品メーカー・KN企画のRC部門・RC926と合同のD1GPチームを結成し「RC926@inside」として参戦した。この年よりマシンをS15シルビアに変更している。
2011年にはヨコハマからトーヨーへ使用タイヤメーカーを変更し、その後2015年まで「RC926 with TOYO TIRES」として参戦。シード選手をも圧倒する強さを見せる反面、当初はミスをすることも多く、最終戦では審判員長の神本寿から「それ（ミスの多さ）がシードになれない最大の原因」と指摘された。2013年に入り、トーヨーのタイヤの特性を熟知し、走り方を変える事で、自己最高成績となるシリーズランキング5位を獲得しシード選手となった。2015年のD1グランプリでは単走シリーズ優勝、総合シリーズランキング6位、舞洲戦では単走優勝を果たしている。
2016年からはブレーキ関連メーカーのDIXCELがメインスポンサーとなり、「DIXCEL with TOYO TIRES」と名前も変わりマシンカラーもベージュから白に一新し参戦している。2017年は第6戦エビスで3位入賞し4年ぶりの表彰台を獲得、2018年には最終戦お台場でD1グランプリ初優勝を果たした。
2019年より、トーヨーから5FIVEX TIREに使用タイヤを変更し「DIXCEL 5FIVEX TIRES D1 Racing」として参戦。開幕戦の奥伊吹では単走決勝で敗退したもののその後は安定して追走に進出し、シリーズランキングを9位で終えた。
2020年にはGRスープラを投入予定であったが、結果的にはシーズンを通して昨年までと同じS15シルビアでの参戦となった。また、タイヤを5FIVEXからSAILUN TIREへ変更し、「SAILUN TIRES DIXCEL MOTORSPORT」として参戦。車輌も白・青・オレンジのSAILUNカラーへと一新した。
2021年も引き続きS15シルビアにSAILUN TIREの組み合わせで参戦。同じく関西出身の田中省己と共に「TEAM SAILUN TIRE」として参戦。第3戦筑波では3年ぶりに追走トーナメント決勝まで進み松井有紀夫と対戦することになったが、大会進行の遅れでサーキットの走行終了時刻である16時を過ぎてしまったため単走の順位で勝者を決定することになり、結果単走で順位がより上であった内海が約3年ぶりの優勝を果たした。
2022年は選手としては活動を休止し、D1地方戦の審査員などとして活動。
2023年はD1グランプリにS15シルビアでスポット参戦。第4戦筑波では追走進出を果たした。また、モンゴル最大級のモータースポーツイベント「Power EXPO festival」のドリフト部門にも参戦。単走優勝を果たしたが、追走ではベスト16でリタイアとなった。
2024年もD1グランプリは第3・4戦筑波のみのスポット参戦としつつ、昨年に引き続きPower EXPO festivalに出場。中国からD1チャイナシリーズやCDC（チャイナドリフトチャンピオンシップ）勢がエントリーする中、トラブルを抱えた車でありながら単走3位・追走3位の成績を納めた。また、同年9月にはモンゴル最大のドリフトイベント「チンギスカンカップ」にも日本より自チームの車両（S15シルビア）を持ち込み参戦。様々なアクシデントに見舞われながらも、単走・追走のダブル優勝を果たした。
2025年もPower EXPO festivalに参戦し、単走2位・追走4位の成績を残した。

## 人物
- ドリフト選手としては勢いのあるコーナーへの飛び込みが身上で、特にキャリア初期は一か八かの走りも多かった[9]。名阪スポーツランドで開催されたいかす走り屋チーム天国関西大会では、ヘビーウェットの路面にもかかわらず第1コーナーに高速で進入しスポンジバリアに激突した[4]。
- D1グランプリに初年度から参戦していることによる知識や経験の豊富さに加え、ノリのいいトーク、的確な素早い判断で、関西オールスターなど様々なドリフトイベントで審査員やMCに起用されている。
- ドリフト競技選手としての活動のほか、兵庫県西宮市で中古車販売店及びチューニングカーショップのカープロデュース ブルーフェイスを経営している。
- かつては神戸で有名な走り屋チーム「NIGHT ZONE」のリーダーであり、当時埠頭などで走り回っていた経験からD1GPにおいては路面状態が悪い特設コースを得意とし、好成績を残すことが多い。
- 島田紳助のウォンテッド!!やダウンタウンの浜田雅功の浜ちゃんと!といったテレビ番組にドライバーとしてゲスト出演した。また、ジャンクSPORTSへの出演歴も数回ある。
- TOYO TIRESのCMのドライバーなども務めていた。
- 2013年のD1グランプリ最終戦お台場の準決勝で末永直登と対戦した際に、接触した衝撃でマフラー付近から出火しながらマシンが大きくジャンプした。それ以降「ファイヤー！」と叫ぶのがお決まりとなった。